# Francisco Iriarte
Francisco Javier Iriarte Garro (Zizur Mayor, 11 november 1986) is een Spaans voormalig wielrenner die in 2011 en 2012 uitkwam voor Team Movistar.

## Belangrijkste overwinningen verwinningen
2010
- Kampioen van Navarra, Elite